# Ermitage Sant'Onofrio al Morrone
L'ermitage Sant'Onofrio al Morrone (italien : Eremo di Sant'Onofrio al Morrone) est un ermitage catholique situé dans la commune de Sulmona, dans la province de L'Aquila et la région des Abruzzes, en Italie.